# Gnomidolon brethesi
Gnomidolon brethesi är en skalbaggsart som beskrevs av Bruch 1908. Gnomidolon brethesi ingår i släktet Gnomidolon och familjen långhorningar.
Artens utbredningsområde är Paraguay. Inga underarter finns listade i Catalogue of Life.